# Llum (cantant)

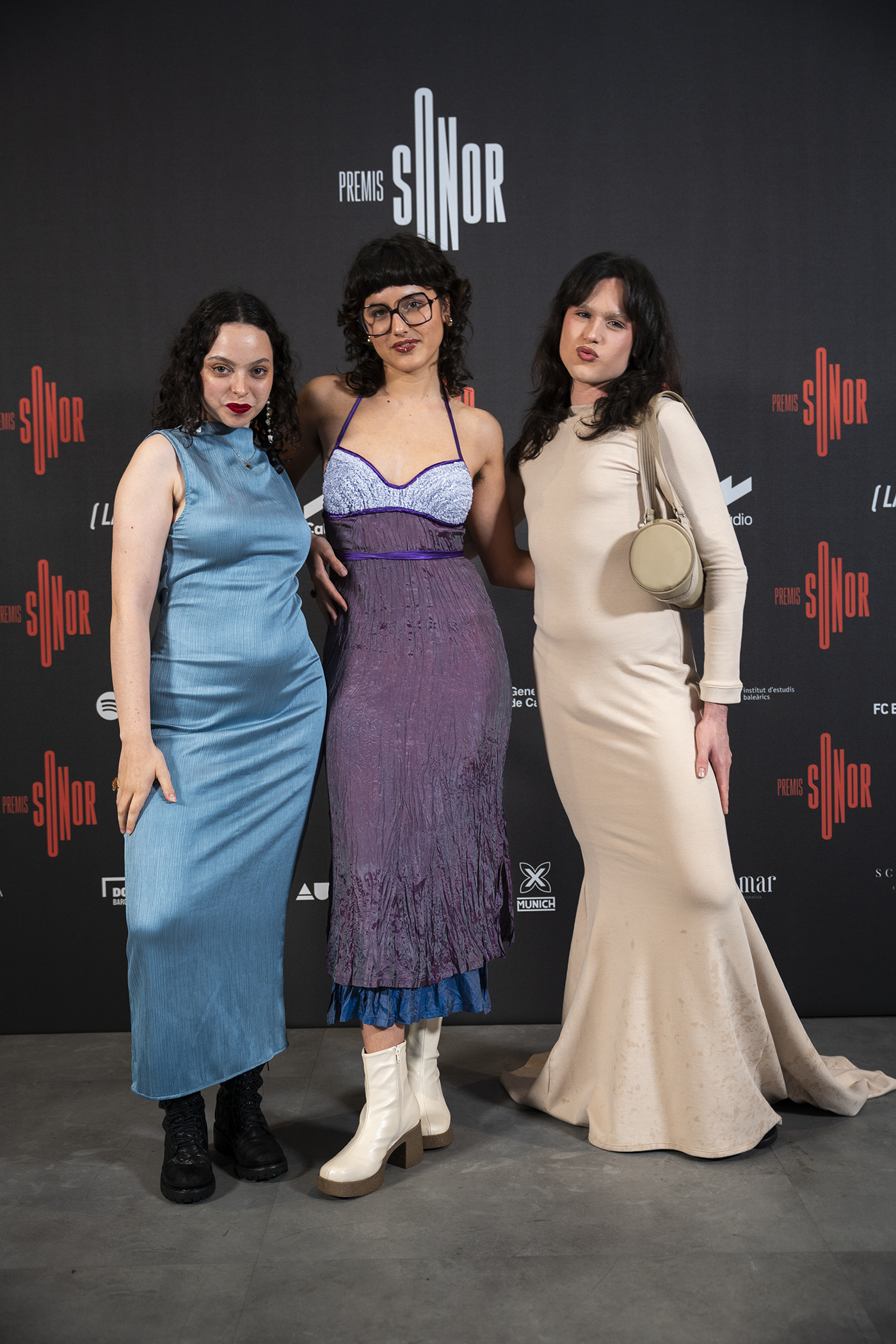
Llum amb l'equip de La Trinae en la gala dels Premis Sonor 2024.

Llum Aymerich, coneguda monònimament com a Llum   (Mataró, 6 de juliol de 2003), és una cantant catalana exconcursant de la primera edició del programa de televisió Eufòria. Malgrat que en va ser expulsada a la quarta gala, mentre hi va ser va rebre molt de suport per part del públic, que la va salvar en dues ocasions. Se'n destaca sovint el carisma i la performativitat.
S'ha format en moda i música electrònica, cus, tenia cançons pròpies abans d'entrar a Eufòria i ara estudia teatre musical. Quan acabi, pretén fer un projecte discogràfic consistent «molt humà, molt reivindicatiu, molt sensible i visceral.» Alguns dels seus referents musicals són Lady Gaga, Madonna, Arca, Charli XCX i David Bowie.
És una persona no-binària que empra els pronoms ell i ella. Així, va conduir un acte al Parlament de Catalunya pel Dia Internacional contra la LGTBIfòbia del 2022, en què tant va fer un discurs inicial com un tancament musical.
A banda, és una de les locutores del pòdcast juvenil en català La Trinae, juntament amb les seves amigues Cèlia Sicart i Mercè Prat. Per a rematar-ho, en haver sortit d'Eufòria, van dedicar-hi un episodi especial al qual van convidar Alvert Martos, exconcursant com ella. Més endavant, van guanyar la primera edició del Programa Embrió en la categoria de pòdcast. Així mateix, el 2024 van ser nominades al premi Sonor al millor podcaster.
El juny del 2022, amb Chung-Man Kim i el jurat d'Eufòria, va col·laborar en el videoclip de la cançó Supermercat de Lildami. L'estiu següent, va conduir el concert L'Orgullosa a Barcelona, celebrat en el marc del Mes de l'Orgull LGBT. A tombants del 2023, va publicar el senzill «Liquid Latex» i seguidament l'EP del qual forma part, No light, a través del segell Vida Records. És una barreja trilingüe de pop experimental, electrònica underground, dark techno i breakcore.
El 2024 va cantar a l'escenari del Pride Barcelona.